# Leptonetela tianxinensis
Espèce
Synonymes
- Leptoneta tianxinensis Tong & Li, 2008

Leptonetela tianxinensis est une espèce d'araignées aranéomorphes de la famille des Leptonetidae.

## Distribution
Cette espèce est endémique du Henan en Chine,. Elle se rencontre dans la grotte Tianxin à Qiliping dans le xian de Neixiang.

## Description
Le corps des mâles mesure de 1,83 à 1,87 mm et celui des femelles 1,88 mm.

## Étymologie
Son nom d'espèce, composé de tianxin et du suffixe latin -ensis, « qui vit dans, qui habite », lui a été donné en référence au lieu de sa découverte, la grotte Tianxin.

## Publication originale
- Tong & Li, 2008 : Six new cave-dwelling species of Leptoneta (Arachnida, Araneae, Leptonetidae) from Beijing and adjacent regions, China. Zoosystema, vol. 30, p. 371-386 (texte intégral).